# Ophirion brasiliensis
Ophirion brasiliensis là một loài ruồi trong họ Tachinidae.